# Ronde van Spanje 2020/Veertiende etappe
De veertiende etappe van de Ronde van Spanje 2020 werd verreden op 4 november tussen Lugo en Ourense. 
| Lugo – Ourense (205,8 km) |                     |                        |          |
| Plaats                    | Naam                | Ploeg                  | Tijd     |
| 1                         | Tim Wellens         | Lotto Soudal           | 4u37'05" |
| 2                         | Michael Woods       | EF Education First     | z.t.     |
| 3                         | Zdenek Štybar       | Deceuninck–Quick-Step  | z.t.     |
| 4                         | Dylan van Baarle    | Team INEOS Grenadiers  | z.t.     |
| 5                         | Marc Soler          | Movistar Team          | + 11"    |
| 6                         | Thymen Arensman     | Team Sunweb            | + 13"    |
| 7                         | Pierre-Luc Périchon | Cofidis                | + 3'11"  |
| 8                         | Daniel Martin       | Israel Start-Up Nation | + 3'44"  |
| 9                         | Gonzalo Serrano     | Caja Rural-Seguros RGA | z.t.     |
| 10                        | Primož Roglič       | Team Jumbo-Visma       | z.t.     |

| Algemeen klassement |                     |                        |           |
| Plaats              | Naam                | Ploeg                  | Tijd      |
| Rode trui           | Primož Roglič       | Team Jumbo-Visma       | 53u57'05" |
| 2                   | Richard Carapaz     | Team INEOS Grenadiers  | + 39"     |
| 3                   | Hugh Carthy         | EF Education First     | + 47"     |
| 4                   | Daniel Martin       | Israel Start-Up Nation | + 1'42"   |
| 5                   | Enric Mas           | Movistar Team          | + 3'23"   |
| 6                   | Wout Poels          | Bahrain McLaren        | + 6'15"   |
| 7                   | Felix Großschartner | BORA-hansgrohe         | + 7'14"   |
| 8                   | Alejandro Valverde  | Movistar Team          | + 8'39"   |
| 9                   | Aleksandr Vlasov    | Astana Pro Team        | + 8'48"   |
| 10                  | David de la Cruz    | UAE Team Emirates      | + 9'23"   |
|                     |                     |                        |           |
| 25                  | Kobe Goossens       | Lotto Soudal           | + 46'18"  |

## Opgaves
- Alexander Kamp (Trek-Segafredo): Afgestapt tijdens de etappe wegens vermoeidheid
- Alexis Renard (Israel Start-Up Nation): Afgestapt tijdens de etappe wegens een gastro-intestinale infectie
- Martin Salmon (Team Sunweb): Afgestapt tijdens de etappe wegens vermoeidheid

1e etappe ·
2e etappe ·
3e etappe ·
4e etappe ·
5e etappe ·
6e etappe ·
7e etappe ·
8e etappe ·
9e etappe ·
10e etappe ·
11e etappe ·
12e etappe ·
13e etappe ·
14e etappe ·
15e etappe ·
16e etappe ·
17e etappe ·
18e etappe
Startlijst · Eindstanden · Afbeeldingen